# Muzolimine
Muzolimine là một thuốc lợi tiểu quai trần cao. Nó là thuốc lợi tiểu pyrazole được sử dụng để điều trị tăng huyết áp nhưng đã bị thu hồi trên toàn thế giới vì tác dụng phụ nghiêm trọng về thần kinh.

## Tổng hợp

Tổng hợp Muzolimine:

Rxn của (1- (3,4-dichlorophenyl) ethyl) hydrazine (1) với ethyl 3-amino-3-ethoxyacrylate (2) dẫn đến phản ứng hai vòng hình thành và tạo thành chất lợi tiểu pyrazoline, muzolimine (3).